# 23-as busz (Veszprém)
A veszprémi 23-as jelzésű autóbusz Gyulafirátót, forduló és Veszprém autóbusz-állomás között közlekedik, összeköttetést teremtve ezáltal a Belváros, Kádárta, Gyulafirátót között. A járatot a V-Busz Veszprémi Közlekedési Kft. üzemelteti. Bizonyos indulások az Uszoda érintése nélkül közlekednek.

## Útvonala
A zárójelben jelzett szakaszt csak az Uszodához betérő buszok érintik.
| Veszprém autóbusz-állomás felé | Gyulafirátót, forduló felé |
| --- | --- |
| Gyulafirátót, forduló vá. – Zirci utca – Posta utca – Vasút utca – Győri utca – (– Uszoda, bekötő út – Uszoda, parkoló – Uszoda, bekötő út – ) – Budapest út – Jutasi út – Veszprém autóbusz-állomás vá. | Veszprém autóbusz-állomás vá. – Jutasi út – Budapest út – (– Uszoda, bekötő út – Uszoda, parkoló – Uszoda, bekötő út – ) – Győri utca – Tószeg utca – Győri utca – Vasút utca – Posta utca – Zirci utca – Gyulafirátót, forduló vá. |

## Megállóhelyei
| 0                                                       | 0  | Gyulafirátót, forduló végállomás     | 19 | 26 | 25 Helyközi buszok                                                        |
| 1                                                       | 1  | Gyulafirátót, felső                  | 18 | 25 | 25 Helyközi buszok                                                        |
| 2                                                       | 2  | Gyulafirátót, Vizi utca              | 17 | 23 | 25                                                                        |
| 3                                                       | 3  | Gyulafirátót, Posta utca             | 17 | 22 | 25                                                                        |
| 5                                                       | 5  | Kádárta, vasúti megállóhely          | 15 | 20 | 25 Helyközi buszok                                                        |
| 6                                                       | 6  | Kádárta, Vasút utca                  | 14 | 19 | 25 Helyközi buszok                                                        |
| 7                                                       | 7  | Kádárta, bolt                        | 13 | 17 | 25 Helyközi buszok                                                        |
| 8                                                       | 8  | Kádárta, felső                       | 12 | 16 | 25 Helyközi buszok                                                        |
| 10                                                      | 10 | Kádárta, bejárati út                 | 11 | 15 | 25 Helyközi buszok                                                        |
| 12                                                      | 12 | Büntetés-végrehajtási Intézet        | 9  | 13 | 25 Helyközi buszok                                                        |
| Bizonyos menetek az Uszoda érintése nélkül közlekednek. |    |                                      |    |    |                                                                           |
| ∫                                                       | 16 | Veszprémi Sportuszoda                | ∫  | 10 |                                                                           |
| 15                                                      | 19 | Tesco áruház (82-es főút)            | 7  | 7  | 5, 13, 21, 25 Helyközi buszok                                             |
| 18                                                      | 23 | Viola utca                           | 3  | 3  | 6, 25 Helyközi buszok Távolsági járatok                                   |
| 19                                                      | 24 | Rózsa utca                           | 2  | 2  | 5, 6, 25                                                                  |
| 21                                                      | 26 | Veszprém autóbusz-állomás végállomás | 0  | 0  | 1, 2, 3, 4, 4A, 7A, 10, 12, 12A, 13, 22 Helyközi buszok Távolsági járatok |